# Dagblad de Vrouw
Dagblad de Vrouw verscheen tussen 16 augustus 1948 en 1 oktober 1948 dagelijks in Nederland. Het Dagblad werd uitgegeven ter gelegenheid van de tentoonstelling de Nederlandse Vrouw 1898-1948 die werd gehouden van 18 augustus tot 15 september 1948 in de Houtrusthallen in Den Haag. De tentoonstelling werd georganiseerd als huldeblijk aan koningin Wilhelmina ter gelegenheid van haar vijftigjarig regeringsjubileum. De tentoonstelling en het dagblad beoogden een beeld te geven van al wat voor en door vrouwen (en de vrouwenbeweging) gedurende die vijftig jaar tot stand was gekomen.